# Csillag Botond
Csillag Botond (Budapest, 1983. december 28. –) magyar színész.

## Életpályája
A Batthyányi Lajos Általános Iskolában tanult, majd 2002-ben érettségizett a Toldy Ferenc Gimnáziumban. Az ELTE Bölcsészettudományi Kar magyar-esztétika szakán tanult három évig, ahol megismerkedett egy amatőr társulattal. Ezután egy évig tanult a Keleti István Művészeti Iskolában. Később felvették a Kaposvári Egyetem színész szakára, ahol 2009-ben diplomázott Mohácsi János osztályában. A Pont Műhely előadásaiban szerepelt ezután. 2011-ben színháztudomány diplomát szerzett a Pannon Egyetemen. Szabadúszóként játszott a szombathelyi Mesebolt Bábszínház, a veszprémi Kabóca Bábszínház előadásaiban. 2012-től a győri Vaskakas Bábszínház tagja volt.

## Fontosabb színházi szerepei
- Kakas – S. Mrożek: Szerenád
- Don Cristobal – F.G. Lorca: Don Cristobal és donna Rosita tragikomédiája
- Garcin – J.P. Sartre: Zárt tárgyalás
- Szmirnov – A.P. Csehov: Medve
- Fóris Antal – Örkény István: Kulcskeresők
- Ned – B. Friel: Philadelphia itt vagyok
- Mannoury – J. Whiting: Az ördögök
- az Államtanács elnöke – G. Büchner: Leonce és Léna
- Naftalin, Apa – Pintér Béla: Parasztopera
- Bobby – Szegedi Szabó Béla: Bill a mennybe megy

## Filmes és televíziós szerepei
- Hacktion (2012)...Kezelő
- Fapad (2015) ...Utas
- Barátok közt (2017)...Hans Regener
- Valami Amerika 3. (2018) ...Rab
- Ízig-vérig (2019) ...Hentes Robi
- Drága örökösök (2019–2020) ...Bulldog
- A Tanár (2020) ...Rendőr
- A mi kis falunk (2021) ...Bolti eladó